# Стефано Боттарі
Стефано Боттарі (італ. Stefano Bottari; 6 березня 1907 року, Ф'юмедінізі — 11 лютого 1967 року, Болонья) — італійський мистецтвознавець, фахівець із середньовічного та сучасного мистецтва.

## Біографія
Стефано Боттарі народився 6 березня 1907 року у Ф'юмедінізі, у сусідньому місті Італа у нього були близькі люди, і він там проводив важливу наукову та навчальну діяльність. Він розпочав свою навчальну діяльність з курсу архітектури в Університеті Мессіни. 5 листопада 1931 року він отримав диплом від Катанійського університету з дисертацією про Мікеланджело.
Боттарі почав викладати в 1935 році, отримавши посаду професора історії середньовічного та сучасного мистецтва в університеті Мессіни. 1937 року він отримав цю ж посаду на факультеті літератури Катанійського університету, а в 1939 році був призначений професором історії середньовічного та сучасного мистецтва в Мессіні. Після подальшого періоду викладання в Катанії з 1957 року він отримав престижну кафедру в Болонському університеті. У своїй діяльності він також займався каталогізацією та реставрацією творів мистецтва (консультування пінакотеки Дзелантеа в Ачиреале) та публікаціями у журналі «Критичне та сучасне мистецтво» (італ. Arte critica e Moderna). Помер у Болоньї 11 лютого 1967 року.

## Основні роботи
- Il Duomo di Messina, 1939
- Frammenti figurati in gesso di arte arabo-normanna rinvenuti in Itala, 1931
- La critica figurativa e l'estetica moderna, 1935
- Storia dell'arte I, l'arte classica e medioevale, 1937
- Chiese Basiliane della Sicilia e della Calabria, 1939
- Antonello da Messina, 1939 e 1953
- Storia dell'arte Italiana, vol I e II
- Michelangelo, 1941
- I Mosaici della Sicilia, 1943
- Monumenti svevi di Sicilia, 1950
- Pittura del 400 in Sicilia, 1954
- L'arte in Sicilia, 1962
- Saggi su Nicola Pisani, 1969

## Виноски
1. 1 2 3  Bibliothèque nationale de France BNF: платформа відкритих даних — 2011.
2. 1 2 3 4  Чеська національна авторитетна база даних
3. ↑  Vedasi la voce Pinacoteca Zelantea